# Capella de Masjoan
La Capella de Masjoan és una església d'Espinelves (Osona) inclosa a l'Inventari del Patrimoni Arquitectònic de Catalunya.

## Descripció

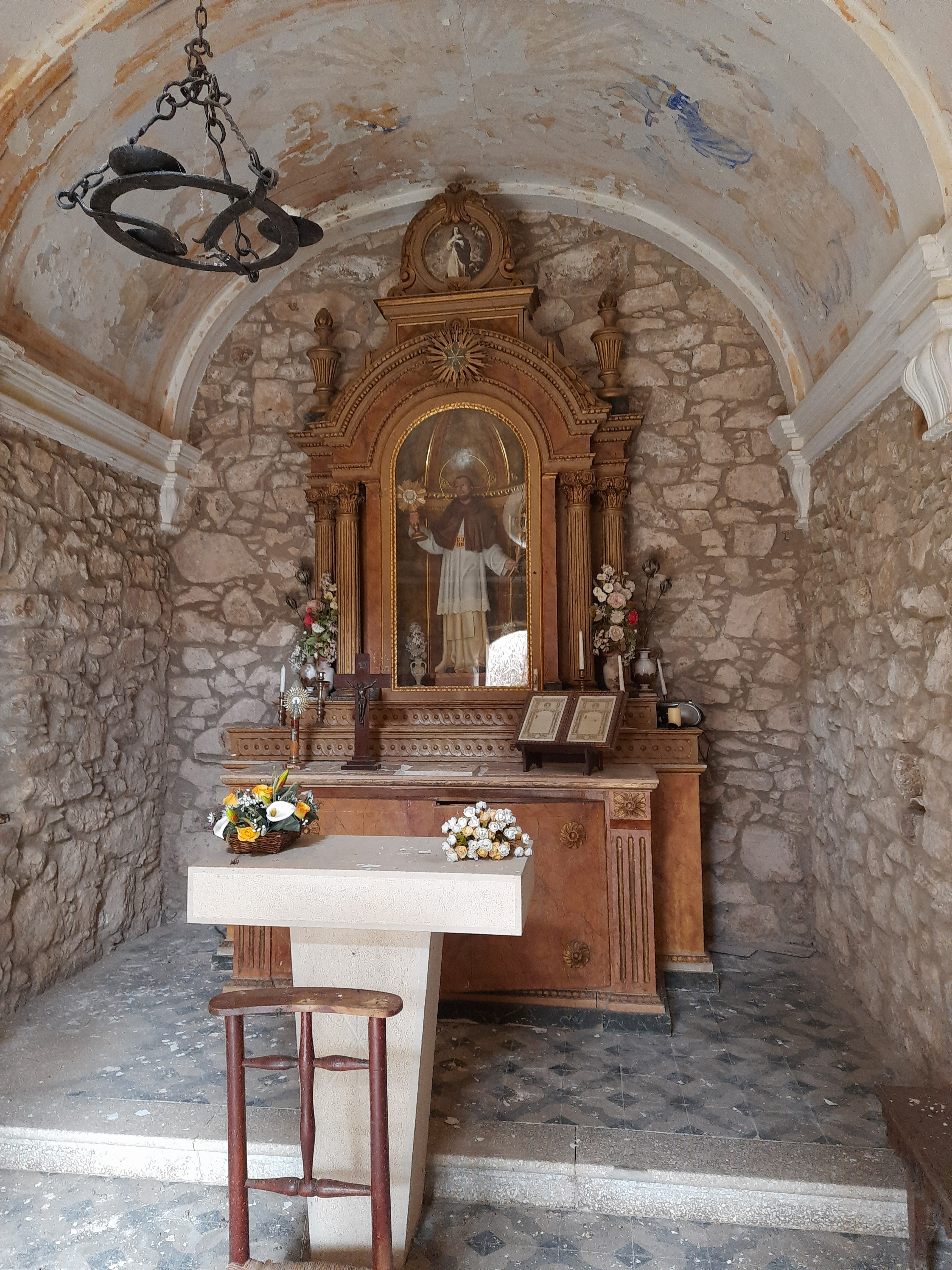
Interior amb el retaule de sant Ramon Nonat

Edifici religiós. Capella d'una sola nau, rectangular, coberta a dues vessants i amb el carener perpendicular a la façana, a ponent. La capçalera, que no marca absis externament, es troba a llevant. La façana presenta una portalada d'arc escarser, de pedra picada i datat. Al damunt hi ha un òcul que també duu la data i el capcer és coronat per un campanaret d'espadanya que descansa sobre unes volutes. La campana es troba al centre d'un arc de mig punt, amb un òcul a sobre i rematat amb volutes. Els murs són de pedra basta sense picar i la resta són cecs. Malgrat que alguns murs, sobretot a la part nord, estan coberts d'heura, l'estat de conservació és bo. A l'interior presideix la capella un retaule amb la imatge de Sant Ramon Nonat a qui se li van dedicar uns Goigs l'any 1913.

## Història
La història de la capella va lligada a la del mas, que es troba a la documentació de Sant Llorenç de Munt de l'any 1337, on consta que pertanyen al patrimoni del monestir tant les terres com les persones. Al segle xvi es troba enregistrat als fogatges de la parròquia i terme, on consta un tal STEVE TANYEDES alies MASJOAN.
El mas fou ampliat i reformat al segle xviii i possiblement fou en aquell moment quan es bastí la capella, a jutjar per les dades del portal. Al segle xx fou reformada i s'hi obrí l'òcul.